# Microcrambon paphiellus
Microcrambon paphiellus là một loài bướm đêm trong họ Crambidae.